# 341
Cette page concerne l'année 341  du calendrier julien. Pour l'année 341 av. J.-C., voir 341 av. J.-C. Pour le nombre 341, voir 341 (nombre).
L'année 341 est une année commune qui commence un jeudi.

## Événements
- 6 janvier : dédicace de la cathédrale d’Antioche. Ouverture du concile d'Antioche, dit concile de la Dédicace (in Encaenies)[1], présidé par Eusèbe de Nicomédie, qui marque la prédominance de l'Arianisme en Orient, en énonçant un Credo où toutes traces de Consubstantialité (homoousisme) sont éludées. Les Nicéens Marcel d'Ancyre et Athanase d'Alexandrie sont condamnés. Athanase est remplacé par l'évêque arien Grégoire de Cappadoce.
  - Wulfila, consacré évêque arien à Antioche par Eusèbe de Nicomédie, est chargé de l'évangélisation des Goths dans la région du Bas-Danube[2].
- 12 février : Constance II est à Antioche ; il y passe l'hiver 341/342[3].

- 25 février : Aurelius Celsinus (en) est Préfet de Rome[4].
- 17 avril : Simon bar Sabbae, l'évêque de Séleucie-Ctésiphon, est exécuté pour avoir refusé de lever les impôts pour les Sassanides (ou le 14 avril 344). Des milliers de chrétiens sont exécutés dans la région de Beth Huzaye (Khuzestan), puis dans toute la province de Séleucie-Ctésiphon[5].
- 24 juin :
  - Constant Ier est à Lauriacum[3].
  - Fabius Aconius Catullinus Philomathius (en) est attesté comme Préfet du prétoire en Italie[6].

- Campagne de Constant Ier contre les Francs à la fin de l'année (jusqu'en 342)[3].
- Édit de l'empereur Constant Ier adressé au vicaire d'Italie Crepereius Madalianus, qui interdit les sacrifices païens et la magie, sous peine de mort[7].

## Décès en 341
- Eusèbe de Nicomédie, patriarche de Constantinople.
- Astérios le Sophiste, théologien chrétien arien.